# Nõva (Dorf)
Koordinaten: 59° 13′ N, 23° 41′ O
Das Dorf Nõva (Nõva küla) liegt im Nordwesten der Republik Estland. Es gehört zur Landgemeinde Lääne-Nigula im Kreis Lääne und war bis 2017 der Hauptort einer gleichnamigen Landgemeinde.

## Einwohnerschaft und Lage

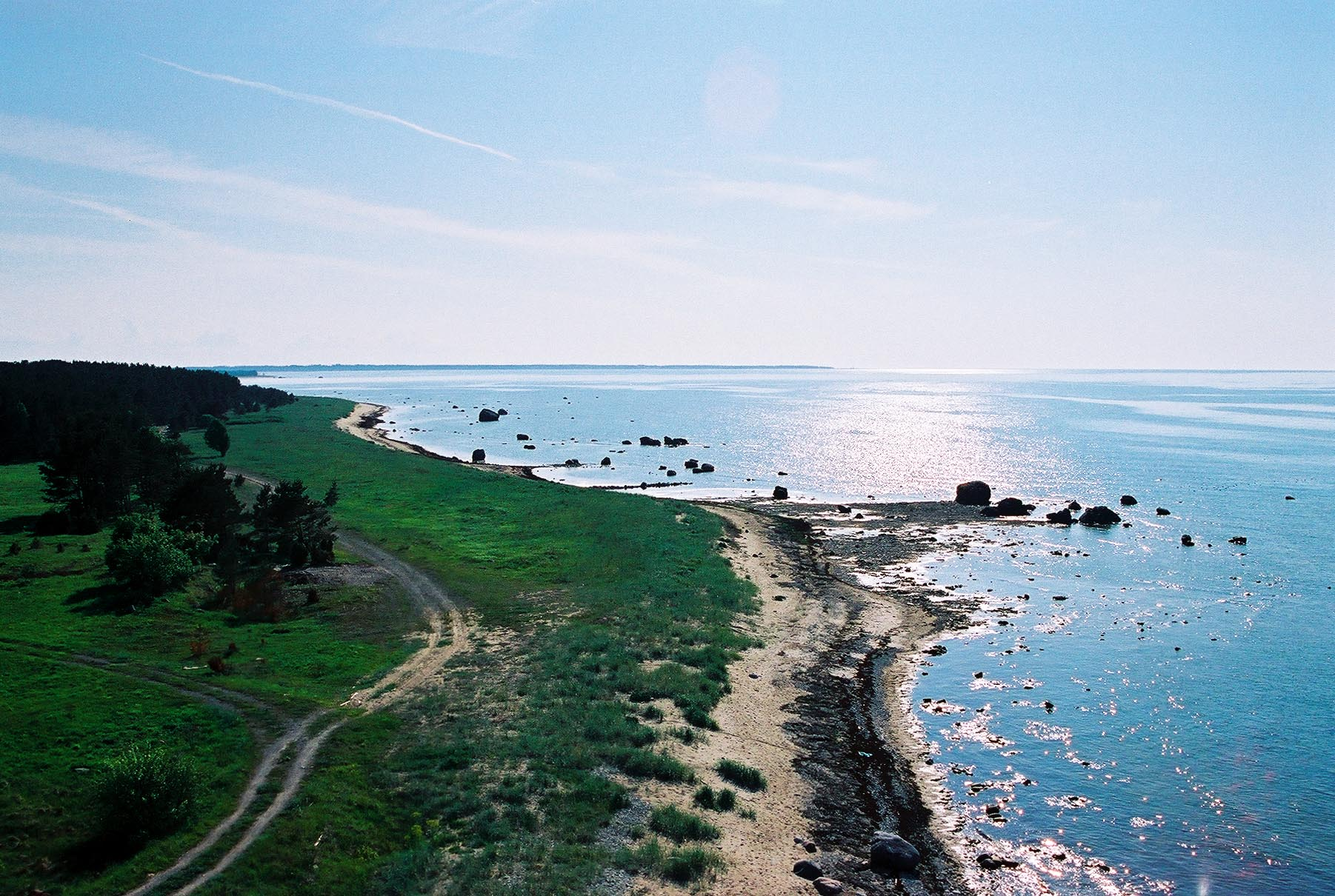
Ostseestrand bei Nõva

Der Ort hat 112 Einwohner (Stand 31. Dezember 2011). Er liegt an der Ostsee-Bucht von Keibu, 32 Kilometer nordöstlich der Landkreishauptstadt Haapsalu.
Durch das Dorf fließt der Fluss Nõva (Nõva jõgi).
Im 14. Jahrhundert gehörte das Gebiet zum Nonnenkloster von Lihula. Es fiel 1402 durch Tausch an das Nonnenkloster Padise.
Nõva selbst wurde erstmals Anfang des 15. Jahrhunderts unter dem Namen Neyve urkundlich erwähnt. Wahrscheinlich stammt der Ortsname von demselben finno-ugrischen Wort, das auch dem russischen Fluss Newa seinen Namen gegeben hat. Es bedeutet Marschland oder Sumpfgebiet.
Während des Mittelalters lebten im Ort und seiner Umgebung vor allem Estlandschweden.

## Gut und Herrenhaus von Nõva

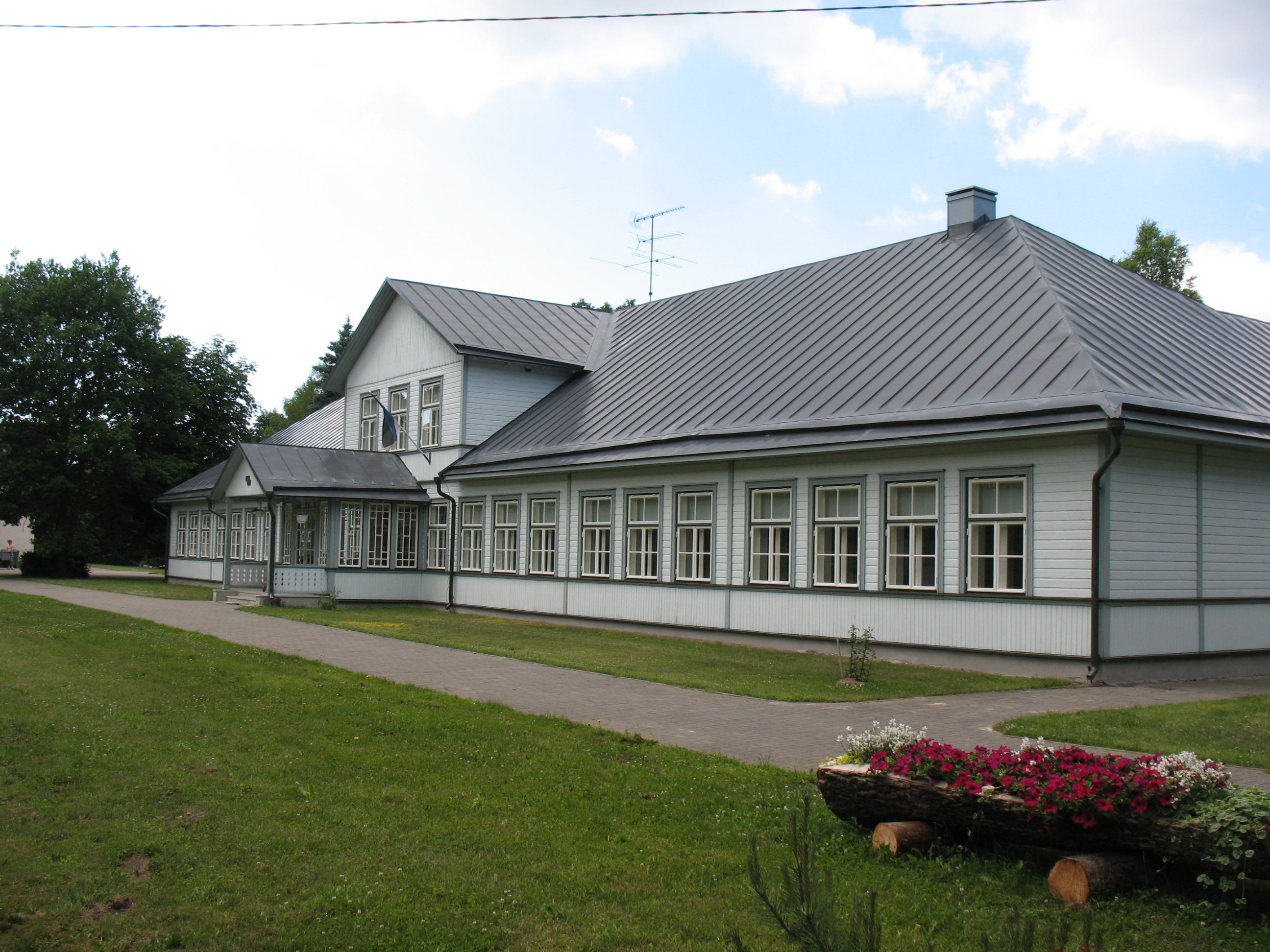
Heutige Schule des Ortes

Das Gut von Nõva wurde erstmals 1559 als Wirtschaftsgut des Klosters Padise urkundlich erwähnt. 1575 kam es in Privatbesitz. 1663 wurde der Klosterbesitz enteignet, bevor es wieder in private Hände fiel.
Während des 17. Jahrhunderts wechselte das Gut häufig seine Eigentümer. Nach dem Nordischen Krieg Anfang des 18. Jahrhunderts gehörte es zunächst der adligen deutschbaltischen Familie Mohrenschildt. Ab 1833 stand es im Besitz der Familie Ungern-Sternberg.
Das langgestreckte, eingeschossige Herrenhaus aus Holz erhielt wahrscheinlich Mitte des 19. Jahrhunderts sein Aussehen. Es war im Stil des Klassizismus gehalten, wurde aber vielfach umgestaltet.
Im Zuge der estnischen Landreform wurden Gut und Herrenhaus durch den jungen estnischen Staat enteignet. Letzte Privateigentümerin war Josefine von Baggehufwudt (geb. Ungern-Sternberg, 1839–1917) bzw. ihr Sohn und Erbe Eduard (Ned) von Baggehufwudt.
Seit 1920 befindet sich im ehemaligen Herrenhaus die Schule des Ortes. Im Laufe des 20. Jahrhunderts wurde das Gebäude nochmals mehrfach umgestaltet. 2002 wurde der marode Bau gänzlich ersetzt. Dabei bemühten sich die örtlichen Behörden, Form und Aussehen des historischen Gebäudes zu bewahren.

## Holzkirche von Nõva
In Nõva befindet sich eine der ältesten noch erhaltenen Holzkirchen Estlands. Das Gotteshaus bestand bereits im 17. Jahrhundert. Sie ist dem heiligen Olav geweiht, was auf eine frühe Kirchengründung schließen lässt.
Das heutige Kirchengebäude wurde wahrscheinlich im 18. Jahrhundert als Strandkapelle errichtet, wie sie für die estnische Küste typisch war. Nur wenige dieser Holzkirchen sind noch erhalten. Es ist mit einer Grundfläche von 13,6 × 7,1 m eine der kleinsten Kirchen Estlands. An das Langhaus schließt sich der Westturm an. Durch Rundbogenfenster gelangt das Licht ins Kircheninnere. Die originale Kirchendecke aus Holz hat sich erhalten.
Im Inneren ist ein hölzernes Radkreuz erhalten. Bei den Fenstern an der Ostseite imitiert bemaltes Pergament von 1836 die fehlenden Glasfenster. Die getrennten Kirchenbänke für Männer (mit Rückenlehne) und Frauen (ohne Rückenlehne) sind unterschiedlich gestaltet. Altar und Kanzel sind jüngeren Datums und wurden im Stil der Neugotik gestaltet. Das Ölgemälde, das Christus in Golgota zeigt, ist eine Spende aus dem Jahr 1820.
Neben dem Gebäude liegt der örtliche Friedhof. Charakteristisch für den Friedhof sind die zahlreichen individuell gestalteten Radkreuze aus Eisen, die von örtlichen Schmieden hergestellt wurden. Auf dem Gottesacker befindet sich auch das Grab der letzten privaten Eigentümerin des örtlichen Guts, der deutschbaltischen Adligen Josefine von Baggehufwudt (geb. Ungern-Sternberg, 1839–1917). Das Radkreuz auf ihrem Grab wurde nach eigenen Entwürfen angefertigt.

## Persönlichkeiten
Bekanntester Sohn des Ortes ist der evangelisch-lutherische Küster und Schullehrer Friedrich Brandt (1830–1890). Er stellte zahlreiche populäre estnische Gesangbücher zusammen. Insgesamt gilt Brandt als Autor von über neunzig Publikationen. Er ist der Vater des estnischen Buchhändlers und Publizisten Alexander Eduard Brandt (1856–1909).